# مایکل گیلکس (بازیکن فوتبال)
مایکل گیلکس (انگلیسی: Michael Gilkes؛ زادهٔ ۲۰ ژوئیهٔ ۱۹۶۵) بازیکن فوتبال اهل بریتانیا است.
از باشگاه‌هایی که در آن بازی کرده‌است می‌توان به باشگاه فوتبال چلسی، باشگاه فوتبال ساوت‌همپتون، باشگاه فوتبال ردینگ، باشگاه فوتبال ولورهمپتون واندررز، باشگاه فوتبال سلو تاون، و باشگاه فوتبال میلوال اشاره کرد.
وی همچنین در تیم ملی فوتبال باربادوس بازی کرده‌است.